# Péterfalvi Attila
Péterfalvi Attila András (Budapest, 1957. március 29. –) magyar jogász, 2001 és 2007 között a Magyar Köztársaság adatvédelmi biztosa, 2012-től a Nemzeti Adatvédelmi és Információszabadság Hatóság (NAIH) elnöke, címzetes egyetemi tanár.

## Életpályája
Középiskolai tanulmányait a Veres Pálné Gimnázium angol tagozatán, egyetemi tanulmányait pedig az Eötvös Loránd Tudományegyetem Állam és Jogtudományi Karán, Budapesten végezte 1981-ben. 1983-ban jogi szakvizsgát, 1998-ban külkereskedelmi szakjogászi képesítés, 2014. novemberében pedig  a Nemzeti Közszolgálati Egyetem Közigazgatás-tudományi Doktori Iskola keretében PhD-fokozatot szerzett. 1981 és 1983 között előadó volt a Veszprémi Városi Tanács VB. Igazgatási Osztályán, majd 1983-ban jogi előadóként dolgozott a Szentgáli Hunyadi Mgtsz-nél. Ezután 1984 és 1986 között a Veszprémi Közúti Igazgatóság jogi főelőadója volt.

### Oktatási tevékenysége
1986 óta a volt Államigazgatási Főiskolán (ma Nemzeti Közszolgálati Egyetem) tanít nappali, esti, levelező és másoddiplomás BA és MA szakain magánjogot, családjogot, polgári eljárásjogot.
A Károli Gáspár Református Egyetemen 2006-ban tiszteletbeli egyetemi tanári címet, a Pázmány Péter Katolikus Egyetemen 2008-ban címzetes egyetemi tanári kinevezést nyert.

## Az adatvédelemhez kapcsolódó tevékenysége
Az Államigazgatási Főiskolán tudományos munkaként a személyiségi jogok és az adatvédelem összefüggéseit vizsgálta. Az 1980-as évek végén a Központi Statisztikai Hivatal felkérése alapján részt vett az első (a rendszerváltás következtében beterjesztésre nem került) adatvédelmi törvény elkészítésében, véleményezésében. 1991-ben egy NATO-ösztöndíjat nyert el Információszabadság – Adatvédelem – Személyiségi jogok címmel. 1996 óta külső szakértőként részt vett az adatvédelmi biztos irodájának munkájában. 
2001. december 11-én az Országgyűlés hat évre (2007. decemberéig) megválasztotta adatvédelmi biztosnak. Mandátumának lejártakor Sólyom László akkori köztársasági elnök újra őt jelölte a tisztségre, ám az Országgyűlés nem választotta meg sem akkor, sem az ismételt előterjesztésre, fél év elteltével. Végül 2008 szeptemberében a köztársasági elnök javaslatára az országgyűlés Jóri Andrást választotta adatvédelmi biztossá. Ezután Péterfalvi Attila 2008-tól 2011-ig az Országgyűlési Biztos Hivatalának hivatalvezetője volt.
Miután a második Orbán-kormány megszüntette az adatvédelmi biztosi intézményt, 2012 január 1-től Schmitt Pál köztársasági elnök kilenc évre a Nemzeti Adatvédelmi és Információszabadság Hatóság elnökévé nevezte ki. Péterfalvi Attila aktívan közreműködött az adatvédelmi biztosi intézmény felszámolásában, egyeztetett a kormányzat oldalán, miközben még hivatalban volt a korábbi adatvédelmi biztos. A biztos eltávolítását később az Európai Unió Bírósága jogszerűtlennek ítélte, és tőle Trócsányi László igazságügyminiszter elnézést kért.
Péterfalvi első intézkedései között töröltette a volt adatvédelmi ombudsman honlapját, és a Fidesznek kedvezőtlen „szociális konzultáció” ügyben hozott határozat visszavonásáról döntött. Mindez alapján Péterfalvi jelentős szerepet játszott a független adatvédelmi ombudsman intézményének felszámolásában, hozzájárulva a magyar jogállam egy fontos elemének kiiktatásához.

## Publikációi
- Az ingatlanhoz kapcsolódó jogi alapfogalmak; PMMF Urbanisztika Tanszék, Bp., 1994 (Településtudományi felsőoktatási füzetek)
- Tízéves az Adatvédelmi Biztos Irodája, 2006; szerk. Péterfalvi Attila; Adatvédelmi Biztos Irodája, Bp., 2006
- Péterfalvi Attila (szerk.): Adatvédelem és információszabadság a mindennapokban. HVG-ORAC, 2012
- Magyarázat a GDPR-ról; szerk. Péterfalvi Attila, Révész Balázs, Buzás Péter; Wolters Kluwer Hungary, Bp., 2018